# 费赫尔·米克洛什
费赫尔·「米基」·米克洛什（匈牙利語：Fehér "Miki" Miklós，1979年7月20日—2004年1月25日），生于陶陶巴尼奥，匈牙利男子足球运动员。多次入选匈牙利国家足球队，司职前锋，25场国际比赛中踢进7球。

## 生平
1998年年仅19岁时与葡萄牙波尔图队签约，并在2002年年转会本菲卡队。原定于2004年6月回国与在家乡的女友结婚。
2004年1月25日晚在葡萄牙足球超级联赛本菲卡队对吉马良斯维多利亚队的比赛临近结束时，因身體不適，被裁判認為拖延時間，而給了張黃牌，苦笑後隨後突然倒地，在场医生初步认定为心脏病突发，队友和两个队的队医赶紧将他抬到场地边上进行紧急救治并试图让他苏醒过来未果，立即将他送往医院。费赫尔在医院紧急抢救无效后于当地时间23时10分死亡，享年24岁。葡萄牙当局随后展开了正式尸检，在随后的声明中说：“费赫尔的确是死于心脏病发作，血液检查表示，没有任何酒精、毒品、掺杂剂或合成类固醇的迹象”。

## 身后
费赫尔·米克洛什的葬礼2004年1月28日在他的家乡举行，包括队友在内的数以千计的哀悼者参加了他的葬礼，此外还有葡萄牙和匈牙利足协的官员以及时任匈牙利国家队主教练的德国人马特乌斯等。为了纪念他，本菲卡俱乐部官方也宣布他生前在本菲卡所身穿的29号球衣将在俱乐部永久退休。

## 职业生涯记录
- 1995/1996 吉奥利ETO（8场比赛 2个进球）
- 1996/1997 吉奥利ETO（29场比赛 8个进球）
- 1997/1998 吉奥利ETO（25场比赛 13个进球）
- 1998/1999 波尔图（5场比赛 0个进球）
- 1999/2000 波尔图（5场比赛 1个进球）
- 1999/2000 SC Salgueiros（14场比赛 5个进球）
- 2000/2001 布拉加足球俱乐部（26场比赛 14个进球）
- 2001/2002 波尔图（3场比赛 1个进球）
- 2002/2003 本菲卡（16场比赛 4个进球）
- 2003/2004 本菲卡（12场比赛 3个进球）

總共：143场比赛 51个进球